# 홍콩 공항철도
홍콩 공항철도, 또는 공항선(Airport Express Line, AEL)은 중화인민공화국 홍콩특별행정구를 달리는 홍콩 MTR의 노선이다. 한자로는 기장쾌철 (機場快綫)이라 부르며, 광둥어로는 '게이청파이칫', 관화로는 '지청콰이시안'으로 부른다. 노선 색상은 ■ 청록이다.

## 개요
공항 고속선 란타우 홍콩국제공항을 기점으로 신계남부, 까우룽 서쪽을 지나 중심가인 홍콩섬 북부의 센트럴(中環)에 있는 홍콩역에 도달하는 공항 연결 철도이다. AEL라고 생략해서 부르기도 한다. 노선의 대부분을 뚱충선과 병행한다. 신계 남부에서 란타우 섬을 건널 때, 전체 길이 2.2km의 도로와 철도 겸용으로 사용되는 2층 구조의 조교로서는 세계 최장인 칭라이 대교를 통과한다.
이 노선은 공항역에서 홍콩역 간을 피크 시에는 매 12분 간격으로 최고 속도 약 24분 이내에 연결한다. 홍콩역과 까우룽역에는 도심 체크인으로 불리는 시설이 설치되어 탑승 1시간 30분 전까지 항공기의 탑승수속(보딩) 및 수탁 수화물을 맡길 수가 있다.
또, 전시회 시설인 아시아국제박람관(Asia World Expo)이 2005년에 완성되어 공항역에서 노선을 연장하여, 새롭게 아시아월드엑스포역이 2005년 12월 20일에 개통했다. 또한 홍콩 섬 - 까우룽(九龍) - 칭이(青衣)의 각 역에서 출발하는 아시아월드엑스포의 운임은 공항역의 운임과는 다르게 책정되어 있다.

## 특징
- 노선거리(영업거리)：35.2km
- 궤간：준표준궤 1,432mm
- 역수：5개
- 복선구간：전 노선
- 전선구간：전 노선(직류 1.500V 가선집전방식)
- 차량기지: 소호만 차량기지
- 주행방향: 좌측 통행

## 역사
- 1998년 7월 6일 - 공항역 ~ 홍콩역 개통.
- 2005년 12월 20일 - 아시아월드엑스포역 ~ 공항역 개통.

## 차량
구 독일 애드트란츠 사와 스페인 카프(CAF)의 합작차 11 편성이 사용되고 있다. 선두차는 짐을 넣기 위한 전용 차량이므로 일반승객은 승차 불가능하다. 개통 당시에는 7량 편성으로 운전되고 있었지만, 2005년에 모두 8량을 편성하였다.

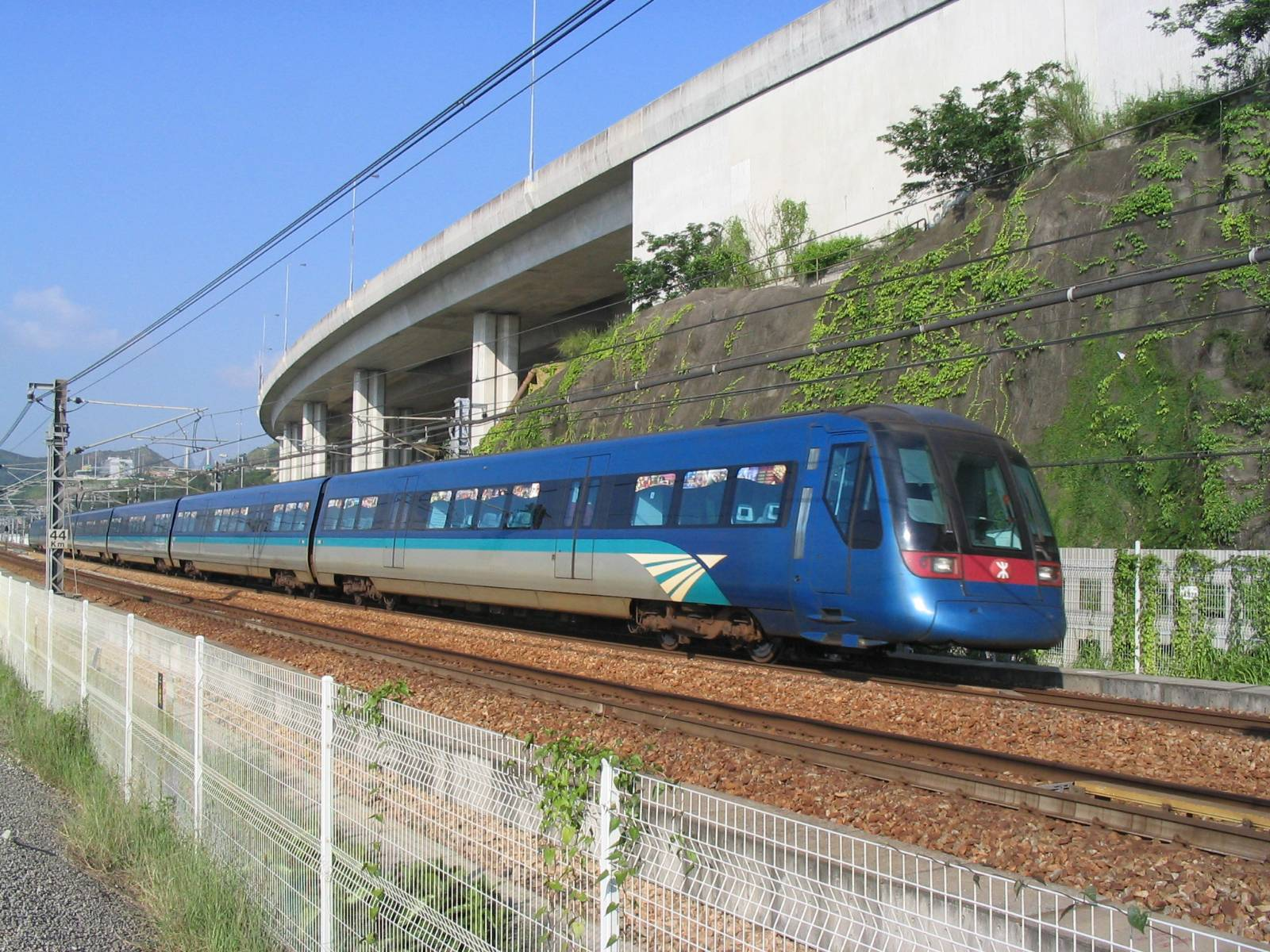
애드트란츠와 카프가 공동 제작한 차량
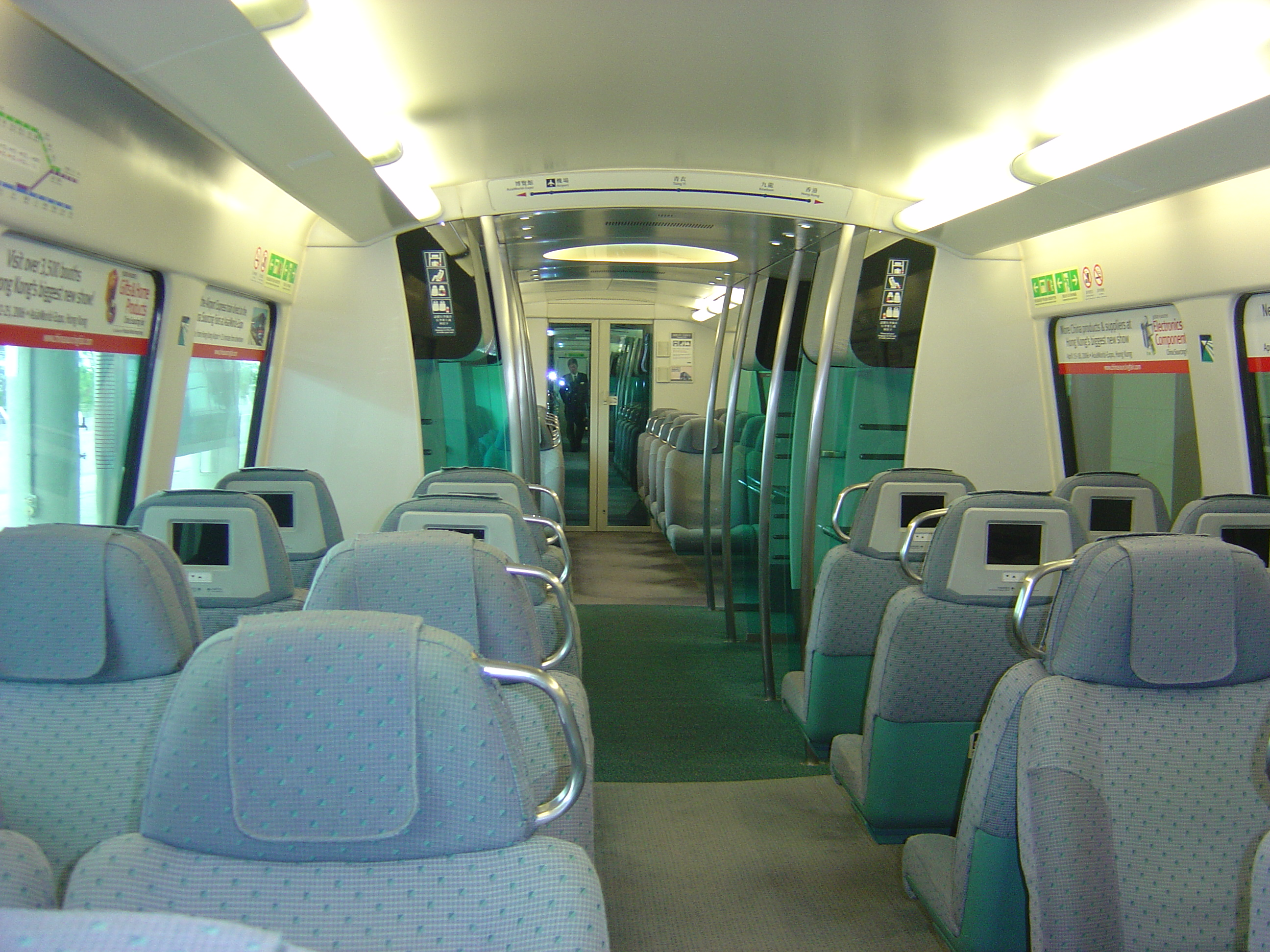
차량 내부

## 공항선 역
| 역명             | 중국어 | 영어            | 영업거리 | 환승                                      | 소재지    |
| ---------------- | ------ | --------------- | -------- | ----------------------------------------- | --------- |
| 공항철도         |        |                 |          |                                           |           |
| 아시아월드엑스포 | 博覽館 | Asia World-Expo | 0.0      |                                           | 레이도 구 |
| 공항             | 機場   | Airport         |          | HKG                                       | 레이도 구 |
| 칭이             | 青衣   | Tsing Yi        |          | ■ 둥충선                                  | 콰이칭 구 |
| 까우룽           | 九龍   | Kowloon         |          | ■ 둥충선 홍콩 웨스트 카우룽 역            | 야우짐웡  |
| 홍콩             | 香港   | Hong Kong       | 35.2     | ■ 뚱충선 ■ 홍콩섬선, ■ 췬완선 (센트럴 역) | 중완      |

## 같이 보기
- MTR
- 공항철도